# The Rainbow Children
A The Rainbow Children Prince huszonnegyedik stúdióalbuma, amelyet 2001. november 20-án adott ki az NPG Records és a Redline Entertainment. Korábban az évben megjelent Prince weboldalán is és az első album volt, amely újra a Prince név alatt jelent meg és nem az NPG Music Club-on keresztül. 2020-as újrakiadásig csak 1000 példány készült az albumból hanglemez formátumban.
Az album szokásos Prince-témákat követ, mint a spiritualitás, szexualitás, szeretet és rasszizmus, egy Martin Luther King által inspirált utópikus társadalmat bemutatva. Prince egy spirituális evolúciójának is tekinthető.
A The Rainbow Children visszatérés Prince korábbi hangzásához. Élő dobok szerepelnek rajta és gyakran használ kürtöket. Több dalt is előadtak róla Prince 2002-es One Nite Alone… turnéján.
Az albumot nem sok promócióval adták ki, mert Prince a zenei oldalra akart koncentrálni az eladások helyett. 2007 nyaráig 158 ezer példány kelt el belőle az Egyesült Államokban és 560 ezret világszerte.
Az albumhoz indítottak egy weboldalt, amelyen MP3 formátumban ingyen lehetett letölteni a "She Loves Me 4 Me" és a "Mellow" dalokat.
Az albumborítón Cbabi Bayoc "The Reine Keis Quintet" festménye. Prince egy női együttest preferált, mert a háttéregyüttese tagjai is nők voltak.

## Számlista
| 1.    | Rainbow Children        | 10:03 |
| 2.    | Muse 2 the Pharaoh      | 4:21  |
| 3.    | Digital Garden          | 4:07  |
| 4.    | The Work, pt. 1         | 4:28  |
| 5.    | Everywhere              | 2:55  |
| 6.    | The Sensual Everafter   | 2:58  |
| 7.    | Mellow                  | 4:24  |
| 8.    | 1+1+1 Is 3              | 5:17  |
| 9.    | Deconstruction          | 2:00  |
| 10.   | Wedding Feast           | 0:54  |
| 11.   | She Loves Me 4 Me       | 2:49  |
| 12.   | Family Name             | 8:17  |
| 13.   | The Everlasting Now     | 8:18  |
| 14.   | Last December           | 7:58  |
| 15.   | Untitled                | 0:04  |
| 16.   | Untitled                | 0:04  |
| 17.   | Untitled                | 0:04  |
| 18.   | Untitled                | 0:04  |
| 19.   | Untitled                | 0:04  |
| 20.   | Untitled                | 0:08  |
| 21.   | Last December (Reprise) | 0:38  |
| 68:49 |                         |       |

## Slágerlisták
| Slágerlista (2001)                   | Legmagasabb pozíció |
| ------------------------------------ | ------------------- |
| Francia Albumok (SNEP)               | 78                  |
| Svájci Albumok (Schweizer Hitparade) | 74                  |
| US Billboard 200                     | 109                 |
| Slágerlista (2020)                   | Legmagasabb pozíció |
| Osztrák Albumok (Ö3 Austria)         | 60                  |
| Holland Albumok (Album Top 100)      | 28                  |
| Francia Albumok (SNEP)               | 75                  |
| Német Albumok (Offizielle Top 100)   | 29                  |
| Skót Albumok (OCC)                   | 35                  |
| Svájci Albumok (Schweizer Hitparade) | 30                  |